# Conistra protensa
Conistra protensa là một loài bướm đêm trong họ Noctuidae.